# Чорний чернець
«Чорний монах» (рос. «Чёрный монах») — радянський художній кінофільм Івана Диховичного, поставлений у 1988 році на кіностудії «Мосфільм» за однойменною повістю А. П. Чехова. Перша повнометражна робота Івана Диховичного як режисера.

## Сюжет
Молодий доктор філософських наук Андрій Васильович Коврін на запрошення свого колишнього опікуна, поміщика Єгора Семеновича Песоцького, приїжджає до нього в гості на літо для зміцнення свого душевного здоров'я. Єгор Семенович славиться в окрузі як відомий садівник-любитель. На території його маєтку ростуть десятки найцінніших сортів вишень, груш і яблунь, в які господар вклав всі свої засоби і сили. У будинку поміщика Коврін зустрічає дочку Єгора Семеновича Таню. За п'ять років з моменту останнього відвідування Ковріна маєтку Песоцьких Тетяна перетворилася в красуню. Коврін захоплюється дівчиною і робить їй пропозицію. Розпочинається підготовка до весілля, якому дуже сприяє Єгор Песоцький. Господар маєтку бачить в своєму вихованці гідного спадкоємця і продовжувача садівничого господарства. Одного разу, гуляючи в саду, Коврін бачить чорного ченця, який виникає з вихору, легенду про якого Коврін колись чи то чув, чи то читав. Через деякий час чорний чернець знову відвідує професора. Коврін намагається зрозуміти його природу, вважаючи, що це всього лише його уява. Чернець все частіше з'являється молодій людині, переконуючи його в геніальних здібностях і що він відрізняється від інших людей. Андрій сильно задоволений цим, до нього повертається бадьорість духу і веселість на радість сім'ї Песоцьких. Одного разу пізно ввечері Таня застає свого майбутнього чоловіка, який розмовляє з порожнім кріслом. Дівчина шокована побаченим. Вона переконує Ковріна, що він психічно хворий і йому треба лікуватися заради їх загального благополуччя. Починається довгий курс лікування, який виражений в частих піших прогулянках на природі, щоденному прийомі склянки молока суворо по годинах і контролем за кожним кроком Андрія з боку Єгора Семеновича, Тані і слуг. Життя в будинку свого наставника починає здаватися Ковріну неінтересним, він сумує за довгими бесідами з чорним ченцем. Він всіляко дорікає батьку і дочці Песоцьким, особливо Тетяні, що його велич перед іншими людьми зникла назавжди у зв'язку з лікуванням. Він розлучається з Танею Песоцькою і їде з маєтку назавжди. Проходить кілька років, Андрій Коврін серйозно хворий на сухоти і живе в Криму з іншою жінкою, яка старша за нього на два роки. Одного разу Коврін отримує лист від Тані Песоцької, де вона повідомляє йому про смерть свого батька, нових господарів їх родового маєтку і занепаді великого фруктового саду, яким Песоцькі дуже дорожили, і звинувачує в цьому Андрія, бажаючи йому швидку загибель. Неспокійне відчуття охоплює Ковріна, у нього загострюється сильний кашель разом з психічним припадком. З боку обрію Чорного моря прилітає його давній знайомий чорний чернець. Коврін вмирає в страшних муках. Перед смертю йому бачиться, що він повернувся в маєток Песоцьких, рятуючись від страшного величезного смерчу, який йде за ним по п'ятах. Перед садибним будинком він падає бездиханний, смерч накриває його і всю садибу.

## У ролях
- Станіслав Любшин —  Андрій Васильович Коврін, магістр філософії. Друг сім'ї Песоцьких
- Тетяна Друбич —  Таня Песоцька, знайома і наречена Ковріна. Дочка Єгора Семеновича  (озвучує  Марина Нейолова)
- Петро Фоменко —  Єгор Семенович Песоцький, відомий садівник, колишній опікун і вихователь Ковріна. Батько Тані
- Любов Селютіна —  Варвара Миколаївна, дружина Ковріна
- Віктор Штенберг —  доктор, лікуючий Ковріна від нервового розладу
- В епізодах: Е. Богуславська, Г. Давидов, П. Мельник, Євген Мітта, П. Плюхін, Давид Чубінішвілі, Марина Фотієва, Андрій Карташов, Ю. Міронов, Дмитро Диховичний, Є. Ракошиць, Ніна Русланова, Е. Устінова, Т. Яковлєва, Лариса Жуковська

## Знімальна група
- Автори сценарію — Іван Диховичний,  Сергій Соловйов за мотивами однойменної повісті А. П. Чехова
- Режисер-постановник — Іван Диховичний
- Оператор-постановник —  Вадим Юсов
- Художник-постановник —  Людмила Кусакова
- Композитор — Теймураз Бакурадзе
- Звукооператор — Олександр Нехорошев
- Директор картини —  Микола Гаро

## Нагороди та номінації
- 1988 — Премія ім. Жоржа Садуля Фонду культури Франції за найкращий фільм-дебют року (Іван Диховичний)
- 1988 — 45-й Венеційський кінофестиваль: «Золота Озелла» за найкращу роботу оператора (Вадим Юсов)
- 1989 — Номінація на кінопремію «Ніка» (за 1988 рік): за найкращу операторську роботу (Вадим Юсов)[1]